# Roseiflexus castenholzii
Roseiflexus castenholzii es una especie de bacteria termófila y fotosintética de forma filamentosa que carece de clorosomas.

## Descripción
El diámetro de la célula es de 0,8-1,0 micrómetros. La bacteria es de color rojo a marrón rojizo y formó una estera bacteriana roja distintiva en el entorno natural. Es capaz de crecer como fotoheterótrofa en condiciones anaeróbicas de luz y también como quimioheterótrofa en condiciones aeróbicas de oscuridad. Las condiciones óptimas de crecimiento para este organismo son 50 grados C y pH 7.5-8.0. Su cepa tipo es HLO8T (= DSM 13941T = JCM 11240T).

## Otras lecturas
- Collins, Aaron M.; Qian, Pu; Tang, Qun; Bocian, David F.; Hunter, C. Neil; Blankenship, Robert Blankenship (2010). «Light-Harvesting Antenna System from the Phototrophic BacteriumRoseiflexus castenholzii». Biochemistry 49 (35): 7524-7531. ISSN 0006-2960. PMID 20672862. doi:10.1021/bi101036t.
- Tsukatani, Yusuke; Nakayama, Nahomi; Shimada, Keizo; Mino, Hiroyuki; Itoh, Shigeru; Matsuura, Katsumi; Hanada, Satoshi; Nagashima, Kenji V. P. (1 de octubre de 2009). «Characterization of a blue-copper protein, auracyanin, of the filamentous anoxygenic phototrophic bacterium Roseiflexus castenholzii». Archives of Biochemistry and Biophysics 490 (1): 57-62. PMID 19683508. doi:10.1016/j.abb.2009.08.003.
- van ver Meer MT; Schouten S; Hanada S; Hopmans EC; Damsté JS; Ward DM (September 2002). «Alkane-1,2-diol-based glycosides and fatty glycosides and wax esters in Roseiflexus castenholzii and hot spring microbial mats». Archives of Microbiology 178 (3): 229-37. PMID 12189424. S2CID 20209263. doi:10.1007/s00203-002-0449-8.
- Xin, Yueyong; Pan, Jie; Collins, Aaron M.; Lin, Su; Blankenship, Robert E. (27 de julio de 2011). «Excitation energy transfer and trapping dynamics in the core complex of the filamentous photosynthetic bacterium Roseiflexus castenholzii». Photosynthesis Research 111 (1–2): 149-156. PMID 21792612. S2CID 17430575. doi:10.1007/s11120-011-9669-6.
- Yamada, M.; Zhang, H.; Hanada, S.; Nagashima, K. V. P.; Shimada, K.; Matsuura, K. (2005). «Structural and Spectroscopic Properties of a Reaction Center Complex from the Chlorosome-Lacking Filamentous Anoxygenic Phototrophic Bacterium Roseiflexus castenholzii». Journal of Bacteriology 187 (5): 1702-1709. ISSN 0021-9193. PMC 1063993. PMID 15716441. doi:10.1128/JB.187.5.1702-1709.2005.